# Adaphaenura ratovosoni
Adaphaenura ratovosoni là một loài bướm đêm trong họ Noctuidae.